# جیمی دوگدیل
جیمی دوگدیل (انگلیسی: Jimmy Dugdale; ۱۵ ژانویهٔ ۱۹۳۲ – ۲۶ فوریهٔ ۲۰۰۸) بازیکن فوتبال اهل بریتانیا بود.
از باشگاه‌هایی که در آن بازی کرده‌است می‌توان به باشگاه فوتبال وست برومویچ آلبیون، باشگاه فوتبال کویینز پارک رنجرز، و باشگاه فوتبال استون ویلا اشاره کرد.
وی همچنین در تیم ملی فوتبال England B بازی کرده‌است.